# Kanton Flize
Flize is een voormalig kanton van het Franse departement Ardennes. Het kanton maakte deel uit van het arrondissement  Charleville-Mézières.
Op 22 maart 2015 werd het kanton opgeheven en de gemeenten werden opgenomen in het nieuwgevormde kanton Nouvion-sur-Meuse.

## Gemeenten
Het kanton Flize omvatte de volgende gemeenten:
- Les Ayvelles
- Balaives-et-Butz
- Boulzicourt
- Boutancourt
- Chalandry-Elaire
- Champigneul-sur-Vence
- Dom-le-Mesnil
- Élan
- Étrépigny
- Flize (hoofdplaats)
- Guignicourt-sur-Vence
- Hannogne-Saint-Martin
- Mondigny
- Nouvion-sur-Meuse
- Omicourt
- Saint-Marceau
- Saint-Pierre-sur-Vence
- Sapogne-et-Feuchères
- Villers-le-Tilleul
- Villers-sur-le-Mont
- Vrigne-Meuse
- Yvernaumont